# Benjamín Garré
Benjamín Antonieto Garré (Buenos Aires, 11 de julio de 2000) es un futbolista argentino que se desempeña en la posición de extremo. Su equipo actual es el Club de Regatas Vasco da Gama del, Campeonato Brasileño de Serie A.
Fue internacional habitual con la Selección de fútbol sub-17 de Argentina. Es nieto de Oscar Garré, exfutbolista campeón del mundo con la selección argentina.

## Trayectoria

### Inicios
Dio sus primeros pasos en el Baby fútbol en el Club Social y Deportivo Villa Real de la Ciudad de Buenos Aires. Durante un campeonato juvenil realizado en Córdoba llamó la atención de un scout de Europa. Siendo tempranamente observado por el fútbol del Viejo Continente.

### Vélez Sarsfield
Arribó a las divisiones menores del Fortín a temprana edad. Rápidamente se convirtió en una de las grandes promesas de la cantera velezana.
Sus buenas actuaciones en las juveniles le permitieron rápidamente llegar a la Selección de fútbol sub-15 de Argentina, con la cual disputó un certamen en Colombia, resultando terceros y realizando una buena participación.
Cuando el jugador tenía 15 años, el Manchester City realizó una propuesta económica por la transferencia del jugador. La cual fue rechazada por Vélez en atención a que la misma infringía y violaba el Art 19.1 del Reglamento sobre el Estatuto y la Transferencia de Jugadores de FIFA (RETJ), el cual dispone que las transferencias internacionales de jugadores se autorizan sólo cuando el jugador alcanza la edad de 18 años.

### Manchester City
Comenzó a llamar la atención de grandes clubes europeos, que rápidamente empezaron a posar sus ojos sobre él. Algunos de los clubes interesados en sus servicios fueron los dos grandes equipos de la ciudad de Manchester, el United y el City. También se interesó en contratarlo el FC Barcelona de España.
Finalmente fue el equipo citizen quien se quedó con sus servicios, mediante el uso por parte de su padre de la patria potestad y la gestión de un pasaporte italiano para evitar ocupar plaza de extracomunitario. Esta medida generó malestar en el equipo argentino, quien presentó una denuncia ante la FIFA, pero el TAS falló a favor del equipo inglés. El jugador no dejó un peso en las arcas del club que lo formó y le permitió llegar al fútbol europeo, eludiendo la obligación establecida en la ley nacional 27.211 de derechos de formación deportiva.

### Racing Club
En diciembre de 2019, Racing Club adquirió parte de sus derechos por 2 500 000 dólares, obteniendo un 75% de la ficha del jugador, firmando este un contrato por cuatro años. El 28 de febrero de 2020 debutó oficialmente como profesional ante Newell's Old Boys.

### Huracán
En junio de 2022 llegó a préstamo desde Racing Club. Debutó contra Rosario Central, ingresando en el segundo tiempo.

### Krylia Sovetov Samara
Tras finalizar su préstamo en Huracán, en enero de 2023, Racing Club lo transfirió al PFC Krylia Sovetov Samara, de la Liga Premier de Rusia.

## Selección nacional

### Categorías juveniles

#### Sub-15
En 2015 formó parte de la Selección Argentina Sub-15, disputando el Campeonato Sudamericano Sub-15 de 2015 en Colombia, logrando el tercer puesto.
En dicho torneo convirtió un total de 2 goles.

#### Sub-17
En el año 2017 formó parte del Campeonato Sudamericano de Fútbol Sub-17 de 2017, al cual llegó como una de las máximas promesas del torneo. Disputó un total de 4 partidos y no convirtió goles. Argentina no pudo pasar de fase de grupos y de esta forma quedó eliminada de cara al Mundial de dicha categoría.

### Participaciones internacionales con juveniles
| Torneo                   | Sede     | Resultado      | Partidos | Goles |
| ------------------------ | -------- | -------------- | -------- | ----- |
| Sudamericano Sub-15 2015 | Colombia | Tercer puesto  | 6        | 2     |
| Sudamericano Sub-17 2017 | Chile    | Fase de grupos | 4        | 0     |

## Estadísticas

### Clubes
Actualizado de acuerdo al último partido jugado el 30 de marzo de 2025.
| Club                          | Div.          | Temporada     | Liga  | Liga  | Liga   | Copas nacionales | Copas nacionales | Copas nacionales | Torneos internacionales | Torneos internacionales | Torneos internacionales | Total | Total | Total  |
| Club                          | Div.          | Temporada     | Part. | Goles | Asist. | Part.            | Goles            | Asist.           | Part.                   | Goles                   | Asist.                  | Part. | Goles | Asist. |
| ----------------------------- | ------------- | ------------- | ----- | ----- | ------ | ---------------- | ---------------- | ---------------- | ----------------------- | ----------------------- | ----------------------- | ----- | ----- | ------ |
| Racing Club Argentina         | 1.ª           | 2019-20       | 2     | 0     | 1      | —                | —                | —                | 6                       | 1                       | 0                       | 8     | 1     | 1      |
| Racing Club Argentina         | 1.ª           | 2020-21       | —     | —     | —      | 6                | 0                | 0                | —                       | —                       | —                       | 6     | 0     | 0      |
| Racing Club Argentina         | 1.ª           | 2021          | 11    | 1     | 0      | —                | —                | —                | —                       | —                       | —                       | 11    | 1     | 0      |
| Racing Club Argentina         | 1.ª           | 2022          | —     | —     | —      | 6                | 1                | 2                | 1                       | 0                       | 0                       | 7     | 1     | 2      |
| Racing Club Argentina         | Total club    | Total club    | 13    | 1     | 1      | 12               | 1                | 2                | 7                       | 1                       | 0                       | 32    | 3     | 3      |
| C. A. Huracán Argentina       | 1.ª           | 2022          | 26    | 4     | 1      | —                | —                | —                | —                       | —                       | —                       | 26    | 4     | 1      |
| C. A. Huracán Argentina       | Total club    | Total club    | 26    | 4     | 1      | 0                | 0                | 0                | 0                       | 0                       | 0                       | 26    | 4     | 1      |
| Krylia Sovetov Samara · Rusia | 1.ª           | 2022-23       | 13    | 3     | 1      | 5                | 0                | 1                | —                       | —                       | —                       | 18    | 3     | 2      |
| Krylia Sovetov Samara · Rusia | 1.ª           | 2023-24       | 20    | 9     | 3      | 5                | 0                | 0                | —                       | —                       | —                       | 25    | 9     | 3      |
| Krylia Sovetov Samara · Rusia | 1.ª           | 2024-25       | 14    | 1     | 0      | 4                | 1                | 1                | —                       | —                       | —                       | 18    | 2     | 1      |
| Krylia Sovetov Samara · Rusia | Total club    | Total club    | 48    | 13    | 4      | 14               | 1                | 2                | 0                       | 0                       | 0                       | 61    | 14    | 6      |
| C. R. Vasco da Gama · Brasil  | 1.ª           | 2025          | 1     | 0     | 0      | 3                | 0                | 0                | —                       | —                       | —                       | 4     | 0     | 0      |
| C. R. Vasco da Gama · Brasil  | Total club    | Total club    | 1     | 0     | 0      | 3                | 0                | 0                | 0                       | 0                       | 0                       | 4     | 0     | 0      |
| Total carrera                 | Total carrera | Total carrera | 87    | 18    | 6      | 29               | 2                | 4                | 7                       | 1                       | 0                       | 123   | 21    | 10     |
| 1. 2. 3.                      |               |               |       |       |        |                  |                  |                  |                         |                         |                         |       |       |        |

### Selección
- Actualizado hasta el 16 de octubre de 2017.

| Selección            | Año                  | Amistosos | Amistosos | Amistosos | Eliminatorias | Eliminatorias | Eliminatorias | Mundial | Mundial | Mundial | Sudamericano | Sudamericano | Sudamericano | Total | Total | Total  |
| Selección            | Año                  | Part.     | Goles     | Asist.    | Part.         | Goles         | Asist.        | Part.   | Goles   | Asist.  | Part.        | Goles        | Asist.       | Part. | Goles | Asist. |
| -------------------- | -------------------- | --------- | --------- | --------- | ------------- | ------------- | ------------- | ------- | ------- | ------- | ------------ | ------------ | ------------ | ----- | ----- | ------ |
| Sub-15 Argentina     | 2015                 | 0         | 0         | 0         | -             | -             | -             | -       | -       | -       | 6            | 2            | 0            | 6     | 2     | 0      |
| Sub-15 Argentina     | Total                | 0         | 0         | 0         | -             | -             | -             | -       | -       | -       | 6            | 2            | 0            | 6     | 2     | 0      |
| Sub-17 Argentina     | 2017                 | 0         | 0         | 0         | -             | -             | -             | -       | -       | -       | 4            | 2            | 0            | 4     | 2     | 0      |
| Sub-17 Argentina     | Total                | 0         | 0         | 0         | -             | -             | -             | -       | -       | -       | 4            | 0            | 0            | 4     | 0     | 0      |
| Sub-20 Argentina     | 2017                 | 0         | 0         | 0         | -             | -             | -             | -       | -       | -       | -            | -            | -            | -     | -     | -      |
| Sub-20 Argentina     | Total                | 0         | 0         | 0         | -             | -             | -             | -       | -       | -       | -            | -            | -            | -     | -     | -      |
| Total en selecciones | Total en selecciones | 0         | 0         | 0         | -             | -             | -             | -       | -       | -       | 10           | 4            | 0            | 10    | 4     | 0      |